# 攀茎耳草
攀茎耳草（学名：Hedyotis scandens)，又稱攀援耳草，为茜草科耳草属下的一个植物种。